# خايمي سين
خايمي سين (بالإنجليزية: Jaime Sin)‏ (و. 1928 – 2005 م) هو كاهن كاثوليكي فلبيني، ولد في ولاية أكلان، توفي عن عمر يناهز 77 عاماً، بسبب قصور كلوي.

## مناصب
تولى منصب رئيس الاساقفة، وأسقف، والكاردينال، وأسقف كاثوليكي.

## التعليم
تعلم في جامعة أتينيو دي مانيلا ‏.

## روابط خارجية
- خايمي سين على موقع مونزينجر (الألمانية)
- خايمي سين على موقع ميوزك برينز (الإنجليزية)
- خايمي سين على موقع إن إن دي بي (الإنجليزية)